# Piz Curvèr
Piz Curvèr är en bergstopp i Schweiz.   Den ligger i regionen Albula och kantonen Graubünden, i den östra delen av landet, 160 km öster om huvudstaden Bern. Toppen på Piz Curvèr är 2 972 meter över havet, eller 550 meter över den omgivande terrängen. Bredden vid basen är 10,2 km.
Terrängen runt Piz Curvèr är bergig norrut, men söderut är den kuperad. Närmaste större samhälle är Thusis, 11,3 km norr om Piz Curvèr. 
Trakten runt Piz Curvèr består i huvudsak av gräsmarker. Runt Piz Curvèr är det glesbefolkat, med 11 invånare per kvadratkilometer.